# Iljuschin Il-10
Die Iljuschin Il-10 (russisch Ильюшин Ил-10, NATO-Codename: Beast) war ein einmotoriges gepanzertes sowjetisches Schlachtflugzeug. Sie wurde vor dem Ende des Zweiten Weltkriegs als Nachfolgemodell der Il-2 Schturmowik entwickelt.

## Entwicklung
Am Anfang der Entwicklung stand eine Forderung vom Januar 1942 nach einem Nachfolger der Il-2. Das Konstruktionsbüro Iljuschin entwickelte deshalb bis 1944 mehrere Modelle, zuerst die Il-8, die sich noch stark an den Vorgänger anlehnte und 1943 erstmals flog. Als Nächstes entstand der einsitzige Jagdbomber Il-1 nach einer Forderung zur Bekämpfung der deutschen Bomberverbände bis zu einer Einsatzhöhe von 4000 Metern. Dazu wurde der Rumpf der Il-2 völlig umkonstruiert und die Ausrüstung des Cockpits modernisiert. Das Fahrwerk erhielt andere Streben und konnte nun komplett eingefahren werden, wobei die Haupträder um etwa 90° geschwenkt wurden, so dass die großen Verkleidungen des Vorgängers entfallen konnten. Das Flugzeug erhielt ein stärkeres Triebwerk und eine aerodynamisch günstigere Anordnung des Wasser- und Ölkühlers im Rumpfinneren mit Ansaugschächten in den Flügelwurzeln. Statt der bisher bevorzugten Holz-Metall-Gemischtbauweise setzte man nun auf eine Konstruktion aus Ganzmetall. Zeitgleich entstand als zweisitziger Parallelentwurf die Il-10, bei der diese Änderungen ebenfalls durchgeführt wurden und die in Konkurrenz von Pawel Suchois zweimotoriger Su-8 stand. Daneben wurde weiterhin an der Il-8 gearbeitet, in deren zweitem Prototyp die Verbesserungen ebenfalls einflossen. Die Il-10 erreichte als erste das Erprobungsstadium und absolvierte am 18. April 1944 mit Testpilot Wladimir Kokkinaki unter der Bezeichnung ZKB-33 ihren Erstflug. Die Il-1 flog als ZKB-32 fast genau einen Monat später am 19. Mai. Sie konnte nicht überzeugen, da ihre Leistungen in den größeren Höhen, für die sie eigentlich konzipiert worden war, als nicht ausreichend angesehen wurden. Die Il-10 aber erwies sich als gelungener Entwurf und so erging am 23. August 1944 der Auftrag zur Serienfertigung. Zwar flog der zweite Il-8-Prototyp im Oktober und erreichte teilweise bessere Leistungen als die Il-10, doch war zu diesem Zeitpunkt deren Produktion im Werk Nr. 412 in Rostow am Don schon angelaufen. Als das Schlachtflugzeug Il-20 für die Serienfertigung abgelehnt wurde, entstand 1951 die modernisierte Il-10M, äußerlich erkennbar an den eckigen Tragflächenenden und dem verlängerten Rumpf.

## Konstruktion

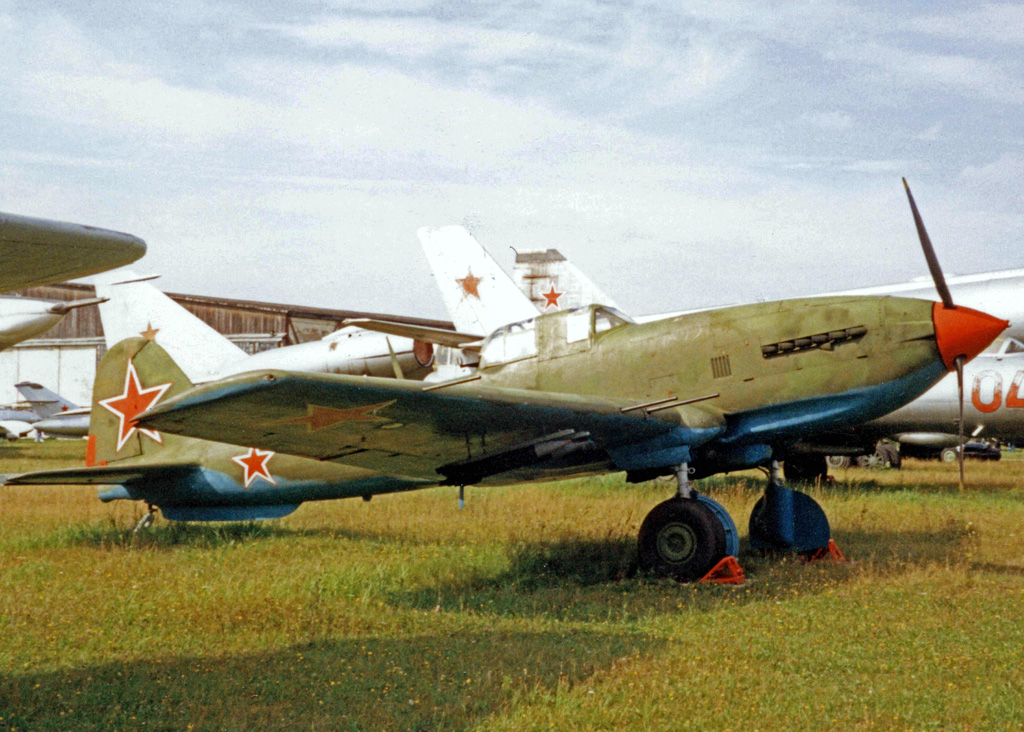
Il-10M im Museum Monino

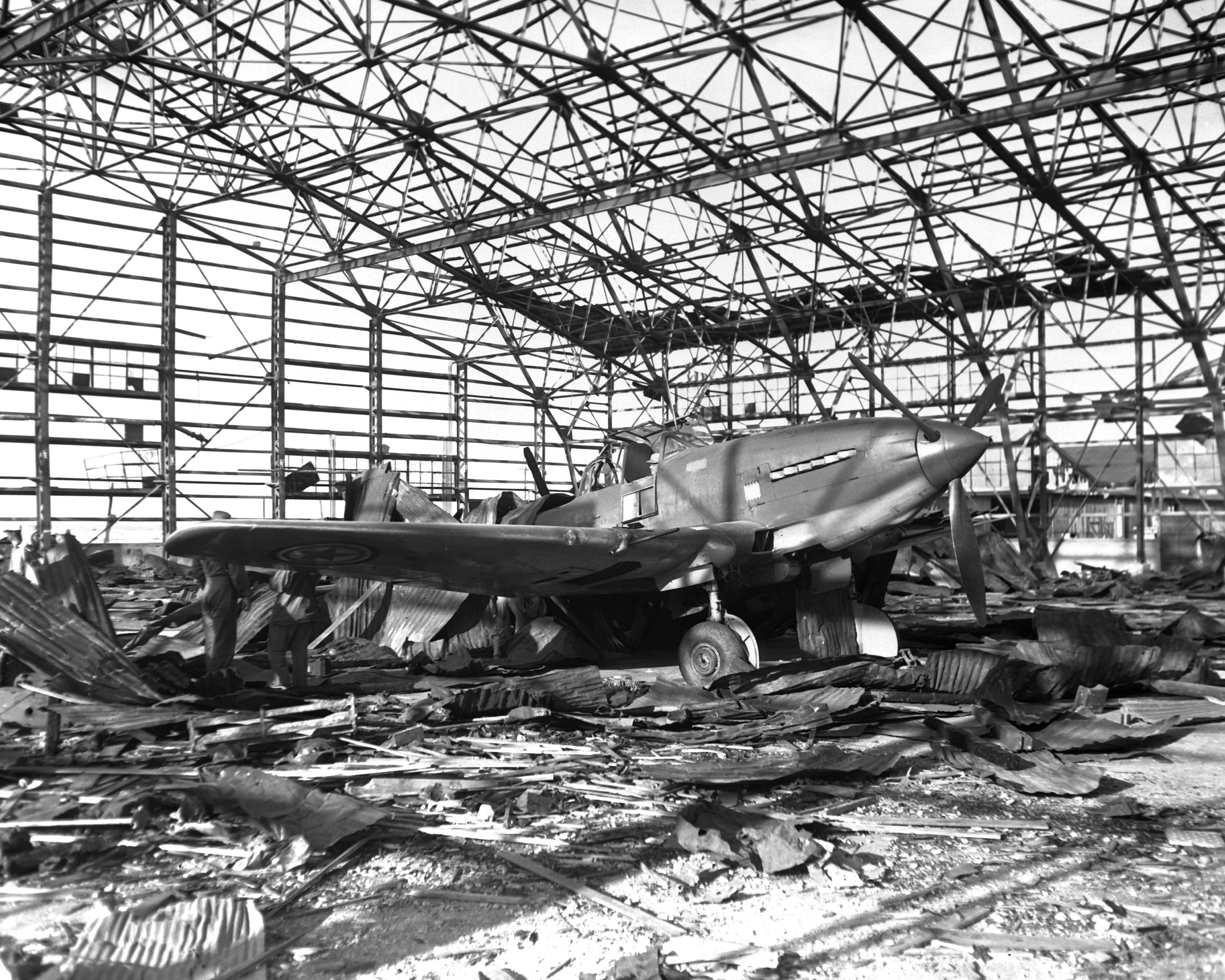
Nordkoreanische Il-10 während des Koreakriegs (1950)

Die Il-10 wurde in Ganzmetall-Halbschalenbauweise gefertigt. Wie schon bei der Il-2, so hatte man auch bei ihr Wert auf eine starke Panzerung der wichtigen Teile wie Triebwerk und Cockpit gelegt. Gut geschützt waren auch die in den Tragflächen befindlichen Kraftstofftanks. Das Tragwerk war in Tiefdeckerausführung konzipiert und ebenso wie das Normalleitwerk freitragend.

## Produktion
Bis zum Kriegsende wurden noch etwa 100 Flugzeuge gebaut. Hersteller waren die Werke Nr. 1 und Nr. 18 in Kuibyschew und Nr. 30 in Moskau. Die Produktion lief bis Mitte der 1950er-Jahre und umfasste 4966 Il-10, die mit Doppelsteuerung ausgerüstete Schulversion Il-10U eingeschlossen. Die Il-10M wurde von 1951 bis 1955 produziert. Von dem schon ab 1944 entstandenen Nachfolger Il-16 sollen nur 53 Exemplare gebaut worden sein.

### Lizenzproduktion
Der tschechoslowakische Hersteller Avia stellte von 1951 bis 1955 insgesamt 1200 Il-10 unter der Bezeichnung B-33 (B für Bitevní letoun, Schlachtflugzeug) in Lizenz her.

## Einsatz
Der erste Kampfeinsatz erfolgte an der sowjetischen Westfront am 2. Februar 1945 im Raum Sprottau.
Im Koreakrieg fand sie bei den nordkoreanischen Luftstreitkräften Verwendung, erlitt dort aber aufgrund der mittlerweile veralteten Konstruktion schwere Verluste.
Die Il-10 diente außerdem in den Luftstreitkräften Bulgariens, Chinas, Ungarns, Polens, Nordkoreas, der Tschechoslowakei und Jugoslawiens. China erhielt ab 1950 insgesamt 274 Il-10 und Il-10M und setzte sie bis zum Ende der 1960er-Jahre unter anderem auch während der Taiwan-Krise ein. Zwei Exemplare wurden 1968 mit WJ-6-PTL-Antrieben getestet. Die Sowjetunion nahm ihre Il-10 1956 aus dem Bestand, die Tschechoslowakei zwei Jahre später. Ungarn soll seine Flugzeuge während des Volksaufstands im Oktober/November 1956 für Einsätze gegen die sowjetischen Interventionstruppen genutzt haben.

## Zwischenfälle
Am 14. April 1951 kam es bei Kemlitz (Dahme/Mark) in der DDR zu einem Massenabsturz von Flugzeugen der sowjetischen Luftstreitkräfte. 13 Il-10M eines Verbands der 16. Luftarmee, vermutlich der 114. Gardeschlachtfliegerdivision, stürzten aufgrund nicht genau geklärter Ursachen im Gebiet zwischen Dahme und Luckau ab. Bei dem Unglück kamen alle 26 Besatzungsmitglieder ums Leben (siehe auch Massenabstürze der Iljuschin Il-10 bei Kemlitz 1951).

## Verbliebene Exemplare
Il-10 sind im Museum der sowjetischen Luftstreitkräfte in Monino bei Moskau, im Museum der polnischen Armee in Warschau und im Chinesischen Luftfahrtmuseum in Peking ausgestellt. Eines der in Lizenz gebauten Exemplare befindet sich im Luftfahrtmuseum Kbely in Prag.

## Technische Daten

Dreiseitenansicht

| Kenngröße             | Il-1                                                    | Il-10                                                                                             | Il-10M                                                  |
| --------------------- | ------------------------------------------------------- | ------------------------------------------------------------------------------------------------- | ------------------------------------------------------- |
| Besatzung             | 1                                                       | 2 (Pilot / Bordschütze)                                                                           | 2 (Pilot / Bordschütze)                                 |
| Spannweite            | 13,40 m                                                 | 13,40 m                                                                                           | 14,00 m                                                 |
| Länge                 | 11,12 m                                                 | 11,12 m                                                                                           | 11,87 m                                                 |
| Höhe                  | 4,10 m                                                  | 4,18 m                                                                                            |                                                         |
| Flügelfläche          | 30,0 m²                                                 | 30,0 m²                                                                                           |                                                         |
| Flügelstreckung       | 6,0                                                     | 6,0                                                                                               |                                                         |
| Leermasse             | 4285 kg                                                 | 4650 kg                                                                                           |                                                         |
| Startmasse            | 5320 kg                                                 | normal 6300 kg maximal 6535 kg                                                                    |                                                         |
| Antrieb               | ein V12-Ottomotor Mikulin AM-42 mit 2.000 PS (1.471 kW) | ein V12-Ottomotor Mikulin AM-42 mit 2.000 PS (1.471 kW)                                           | ein V12-Ottomotor Mikulin AM-42 mit 2.000 PS (1.471 kW) |
| Höchstgeschwindigkeit | 580 km/h in 3260 m Höhe                                 | 550 km/h in 2300 m Höhe                                                                           |                                                         |
| Steigzeit             | 1,6 min auf 1000 m Höhe                                 | k. A.                                                                                             |                                                         |
| Gipfelhöhe            | 8.600 m                                                 | praktisch 7.250 m                                                                                 |                                                         |
| Reichweite            | k. A.                                                   | maximal 800 km                                                                                    |                                                         |
| Bewaffnung            | 2 × 23-mm-MK                                            | 2–4 × 23-mm-MK WJa-23 oder NS-23 1 × 20-mm-MK UB 500–600 kg Bomben 4 × RS-82- oder RS-132-Raketen | 4 × 23-mm-MK NR-23                                      |